# سنت-کریستین-دوورین، کبک
سنت-کریستین-دوورین (به فرانسوی: Sainte-Christine-d'Auvergne) شهری در منطقه شهری پورتنوف ناحیه کاپیتل-ناسیونال در استان کبک کانادا است. در سرشماری سال ۲۰۱۱ این شهر ۳۶۲ نفر جمعیت داشته‌است و مساحت آن ۱۴۵٫۵۸ کیلومتر مربع است.